# Kanton Le Portel
Der Kanton Le Portel war von 1992 bis 2015 ein französischer Kanton im Arrondissement Boulogne-sur-Mer, im Département Pas-de-Calais und in der Region Nord-Pas-de-Calais. Sein Hauptort war Le Portel. Der Kanton lag im Mittel 12 Meter über Normalnull, zwischen 0 und 110 Metern. Die höchste und die niedrigste Erhebung lagen jeweils in Boulogne-sur-Mer.

## Gemeinden
Der Kanton bestand aus einem Teil der Stadt Boulogne-sur-Mer (angegeben ist die Gesamteinwohnerzahl, im Kanton lebten etwa 8.900 Einwohner der Stadt) und der Stadt Le Portel:
| Gemeinde         | Einwohner Jahr | Fläche km² | Bevölkerungsdichte | Code INSEE | Postleitzahl |
| ---------------- | -------------- | ---------- | ------------------ | ---------- | ------------ |
| Boulogne-sur-Mer | 42.537 (2013)  | –          | – Einw./km²        | 62160      | 62200        |
| Le Portel        | 9.632 (2013)   | 3,85       | 2502 Einw./km²     | 62667      | 62480        |